# Ист Питсберг (Пенсилванија)
Ист Питсберг (енгл. East Pittsburgh) град је у америчкој савезној држави Пенсилванија.

## Демографија
По попису из 2010. године број становника је 1.822, што је 195 (-9,7%) становника мање него 2000. године.
| Група             | 2000.         | 2010.       |
| Белци             | 1.528 (75,8%) | 876 (48,1%) |
| Афроамериканци    | 422 (20,9%)   | 828 (45,4%) |
| Азијати           | 2 (0,1%)      | 4 (0,2%)    |
| Хиспаноамериканци | 10 (0,5%)     | 46 (2,5%)   |
| Укупно            | 2.017         | 1.822       |